# ОЦ-22
ОЦ-22 «Бук» — российский малогабаритный пистолет-пулемёт, разработанный конструктором В. В. Злобиным в тульском предприятии ЦКИБ СОО во второй половине 1990-х годов. Представляет собой лёгкое компактное оружие, пригодное для скрытого ношения и обеспечивающее поражение целей на дальности до 100 м. Предназначен для личной самообороны военнослужащих боевых армейских подразделений, например: экипажей бронемашин, гранатомётчиков, расчётов тяжёлого пехотного оружия и т. п. Может использоваться также небоевым персоналом, бойцами армейского и полицейского спецназа и т. д.

## Конструкция
Автоматика этого оружия работает за счёт использования энергии отдачи свободного затвора. УСМ куркового типа позволяет вести огонь как одиночными выстрелами, так и очередями. Благодаря использованию компоновочной схемы с размещением магазина в рукоятке управления огнём достигнуто значительное уменьшение массы. Широкое применение штампованных деталей заметно снизило конечную стоимость. Питание оружия осуществляется из коробчатых магазинов на 20 и 30 патронов. Возможна установка лазерного целеуказателя.